# Patinoire Iceberg
Cet article concerne la patinoire de Strasbourg. Pour la patinoire à Sotchi, voir Centre de patinage artistique Iceberg.
La Patinoire Iceberg (ou plus simplement l'Iceberg) est une patinoire située à Strasbourg, dans le quartier de Cronenbourg. L'équipe de hockey sur glace de l'Étoile noire y dispute ses rencontres.

## Description

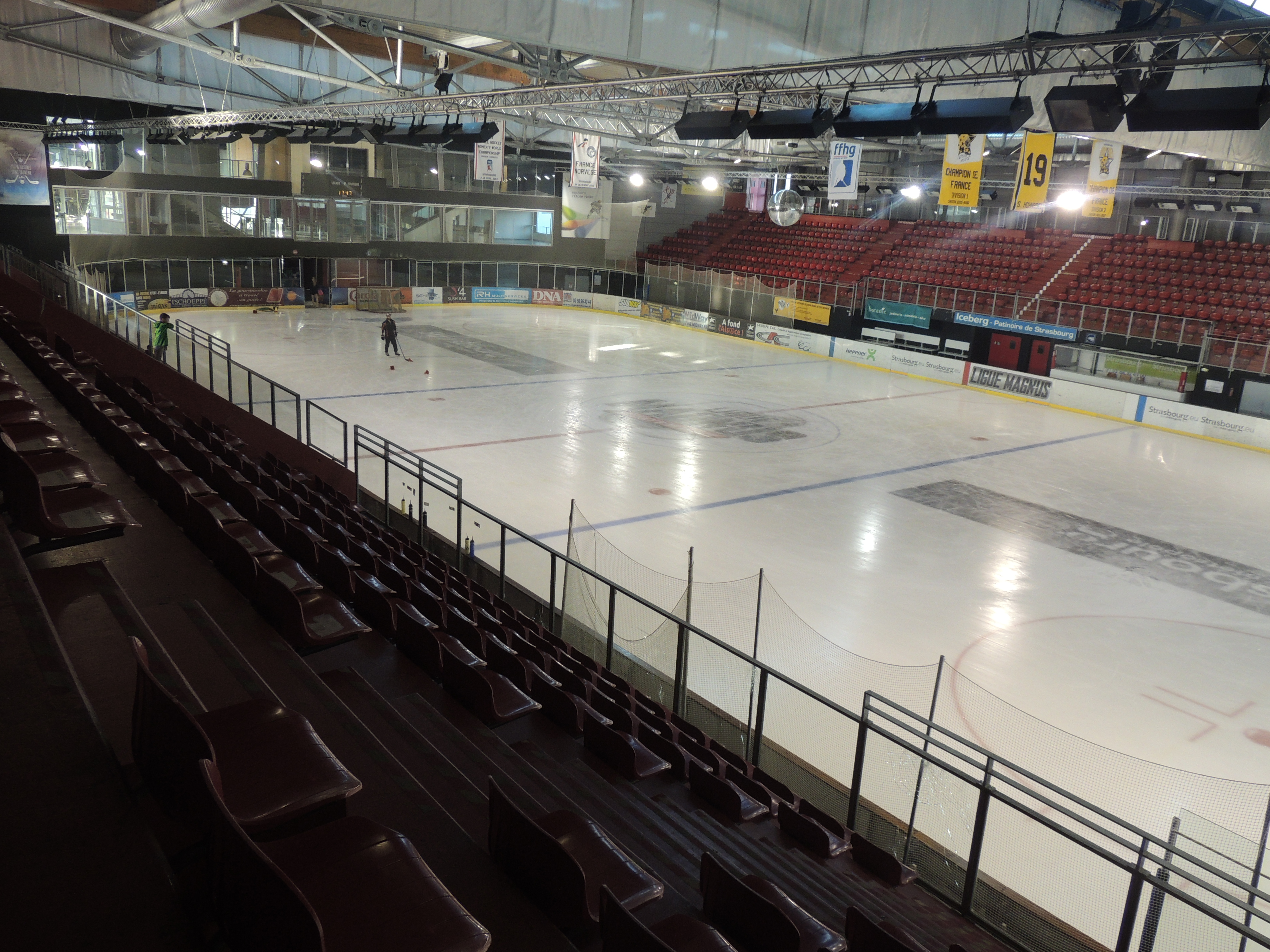
L'intérieur de la patinoire l'Iceberg à Strasbourg en 2015.

La patinoire Iceberg a été inaugurée en décembre 2005 et est divisée en 2 pistes :
- la piste sportive qui est une aréna de hockey sur glace, utilisée notamment pour les matchs du championnat de France de hockey sur glace ;
- la piste ludique, disposant d'une surface de glace de 1 500 m2 sur laquelle sont tracés deux rinks de curling.

Les tribunes de la piste sportive peuvent accueillir 1 200 personnes en places fixes, mais la capacité peut être étendue à 2 400 places selon les événements.

## Compétition
La patinoire accueille les matches à domicile de l'Étoile noire de Strasbourg.
Elle a accueilli les championnats de France de patinage artistique 2013 du 13 au 16 décembre 2012.

## Gestion
À la suite de sa mise en service, la gestion de la patinoire avait été confiée à des sociétés privées qui n'ont pas totalement satisfait aux attentes de la municipalité et qui ont accumulé des pertes financières. Le 24 mars 2016, le conseil de l'Eurométropole a décidé de reprendre la gestion de la patinoire. À cet égard, d'importants travaux de rénovation (nouvelle balustrade, nouvelle glace, protections plexiglas supplémentaires, isolation et peinture) sont mis en œuvre durant l'été 2016, pour un total de près de 450 000 €.